# Ali Mohammadi
Ali Mohammadi (pers. علی محمدی; ur. 7 lutego 1984) – irański zapaśnik w stylu klasycznym. Olimpijczyk z Pekinu 2008, gdzie zajął jedenaste miejsce w kategorii 66 kg.
Dwukrotny uczestnik mistrzostw świata, dwunasty w 2007. Pierwszy na mistrzostwach Azji w 2011 i trzeci w 2007. Pierwszy w Pucharze Świata w 2007 i 2008; szósty w 2013; trzynasty w 2011; czternasty w 2012. Uniwersytecki wicemistrz świata w 2006 roku.